# Vlag van Vorselaar
De vlag van Vorselaar werd door de gemeenteraad op 3 juni 1985 officieel vastgesteld als de gemeentelijke vlag van de Antwerpse gemeente Vorselaar. Op 10 maart 1986 werd hij door het Bestuur van Vlaanderen bevestigd en uiteindelijk gepubliceerd op 8 juli 1986 in het officiële Belgisch Staatsblad. Na de goedkeuring van het huidige federale statuut van België werd het hele goedkeuringsproces opnieuw opgestart, met de goedkeuring door de gemeenteraad op 12 juni 1995. Op 12 maart 1996 werd hij door het Bestuur van Vlaanderen bevestigd en uiteindelijk gepubliceerd op 9 mei 1996 in het officiële Belgisch Staatsblad.
Officieel wordt de vlag beschreven als:
Gevierendeeld 1. en 4. geel met een zwart gaand everzwijn 2. en 3. zwart met drie witte kepers.
De vlag is volledig gebaseerd op het gemeentewapen en ziet er dus helemaal hetzelfde uit.

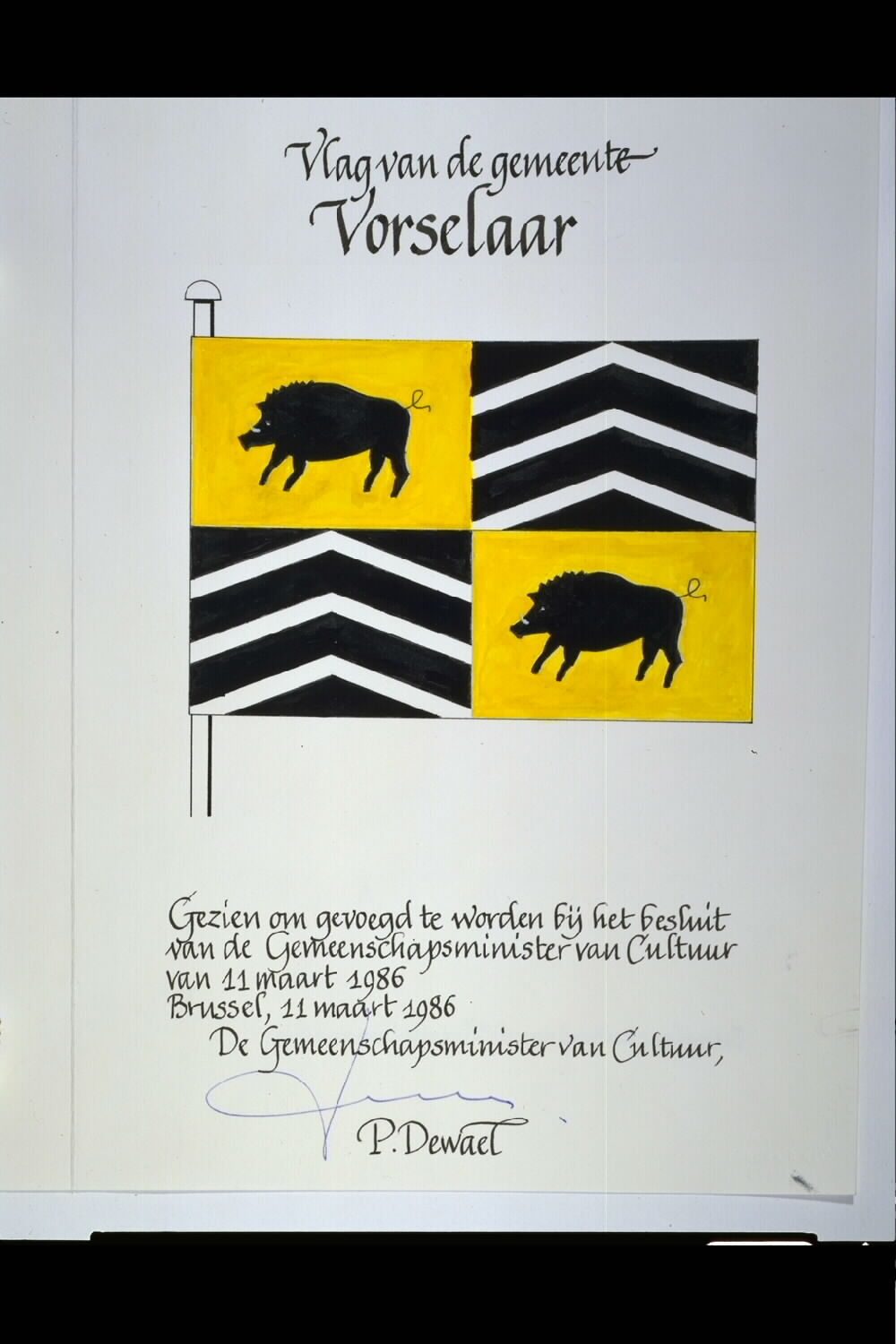
Ontwerp vlag getekend door Patrick Dewael